# Samenwerkende Melkerij De Maagd

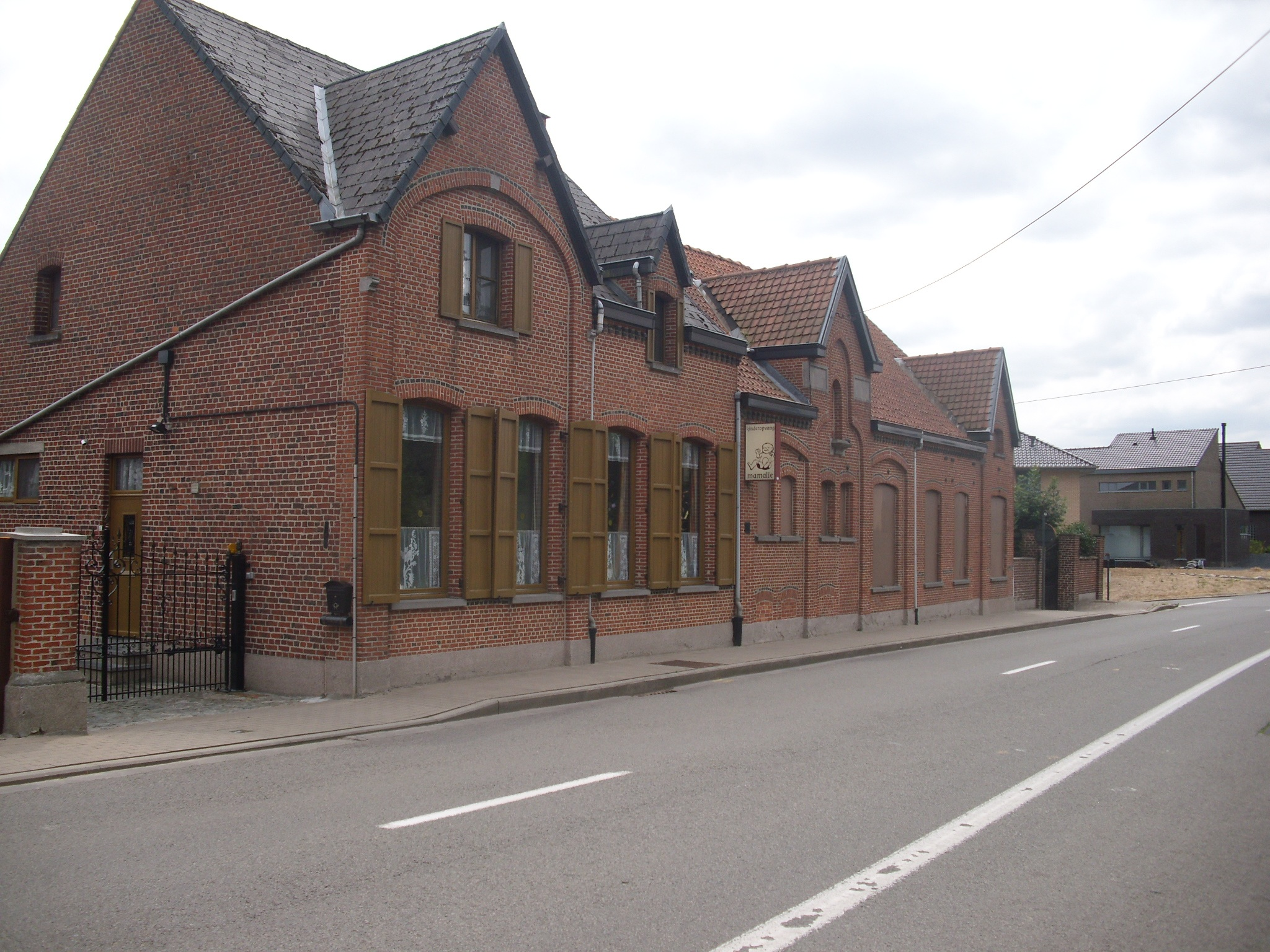
De melkerij uit 1896 in 2011.

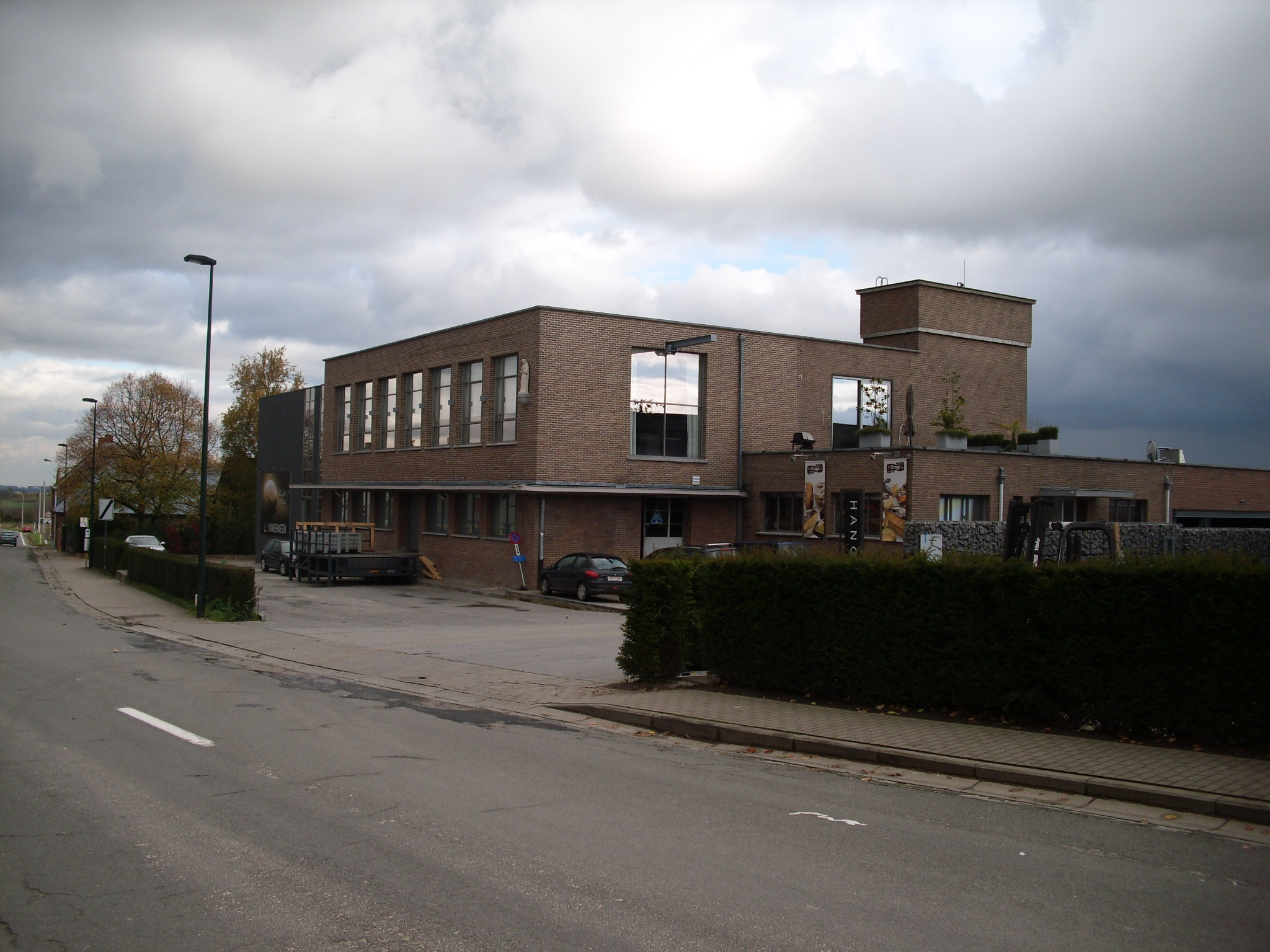
De melkerij uit 1951 in 2010.

De Samenwerkende Melkerij De Maagd was een coöperatie in de zuivelnijverheid in de Belgische gemeente Horebeke. Ze was gevestigd in deelgemeente Sint-Maria-Horebeke in de Dorpsstraat, op 2 verschillende locaties.

## Dorpsstraat
De Samenwerkende Melkerij De Maagd werd opgericht in december 1896 en was een halve eeuw gevestigd in de Dorpsstraat 95. In de voorgevel van de nog bestaande bedrijfsgebouwen kan men - met wat moeite - de naam van het bedrijf nog lezen. Daartussen een lege nis, waarschijnlijk destijds bestemd voor een beeld van de Heilige Maagd. De bijhorende hoge schouw werd afgebroken.
In 1935 richtte men een nieuwe coöperatie op en werd in 1948-1949 een moderne melkerij gebouwd aan de Dorpsstraat 3. Deze werd opgetrokken naar plannen van Ed. De Landtsheer, die toen directeur was van de Technische Dienst van de Belgische Boerenbond. De verhuizing gebeurde in 1951 waarna nog uitbreidingen volgden voor een kaasfabriek, naar de plannen van architect M. Demynck. In de jaren 90 werd de productie overgenomen door Belgomilk uit Langemark-Poelkapelle, nadien zelf opgegaan in Milcobel.
De gebouwen in Horebeke kregen een nieuwe bestemming waaronder een kaashandel.